# Коконопряд золотистий
Коконопряд золотистий (Eriogaster catax) — вид метеликів родини коконопрядів (Lasiocampidae).

## Поширення
Вид поширений в Південній та Центральній Європі і далі на схід до Уральських гір. Живе у теплих світлих вологих широколистяних лісах, переважно на середніх висотах.

## Опис
Розмах крил самиць 40-43 мм, самця 32-34 мм. Забарвлення передніх крил самців — золотисте до жовтого, по зовнішньому краю сіре. У самиць передні крила іржаво-червоні з бурим відтінком, з білою серединньою плямою і розпливчатою білою перев'яззю. Задні крила більш світлого забарвлення, одноколірні. У самиці кінець черевця товстий, попелясто-сірий, покритий пухнастими волосками.
Гусениці буро-коричневого кольору, зі світло-сірими ворсинками, з чорною головою. Довжина гусениць до 50 мм.

## Спосіб життя
Метелики ведуть нічний спосіб життя. Парування відбувається зазвичай близько опівночі, після чого самиці відкладають яйця на гілки спіралеподібною стрічкою, укутуючи їх при цьому ворсинками. Стадія гусениці з травня і до липня. Гусениці живуть групами в павутинних гніздах, живляться листям різноманітних листяних дерев. Час льоту гусениць у вересні-жовтні.

## Охорона
Eriogaster catax охороняється в Європі і занесений до Додатку ІІ Бернської конвенції (охоронна категорія: вид підлягає особливій охороні), а також до Директиви Європейського Союзу 92/43/ЄС «Про збереження природних оселищ та видів природної фауни і флори» (Додаток ІІ. Види рослин і тварин, що становлять особливий інтерес для Європейського Союзу, збереження яких потребує створення територій особливої охорони).